# Aida Turturro

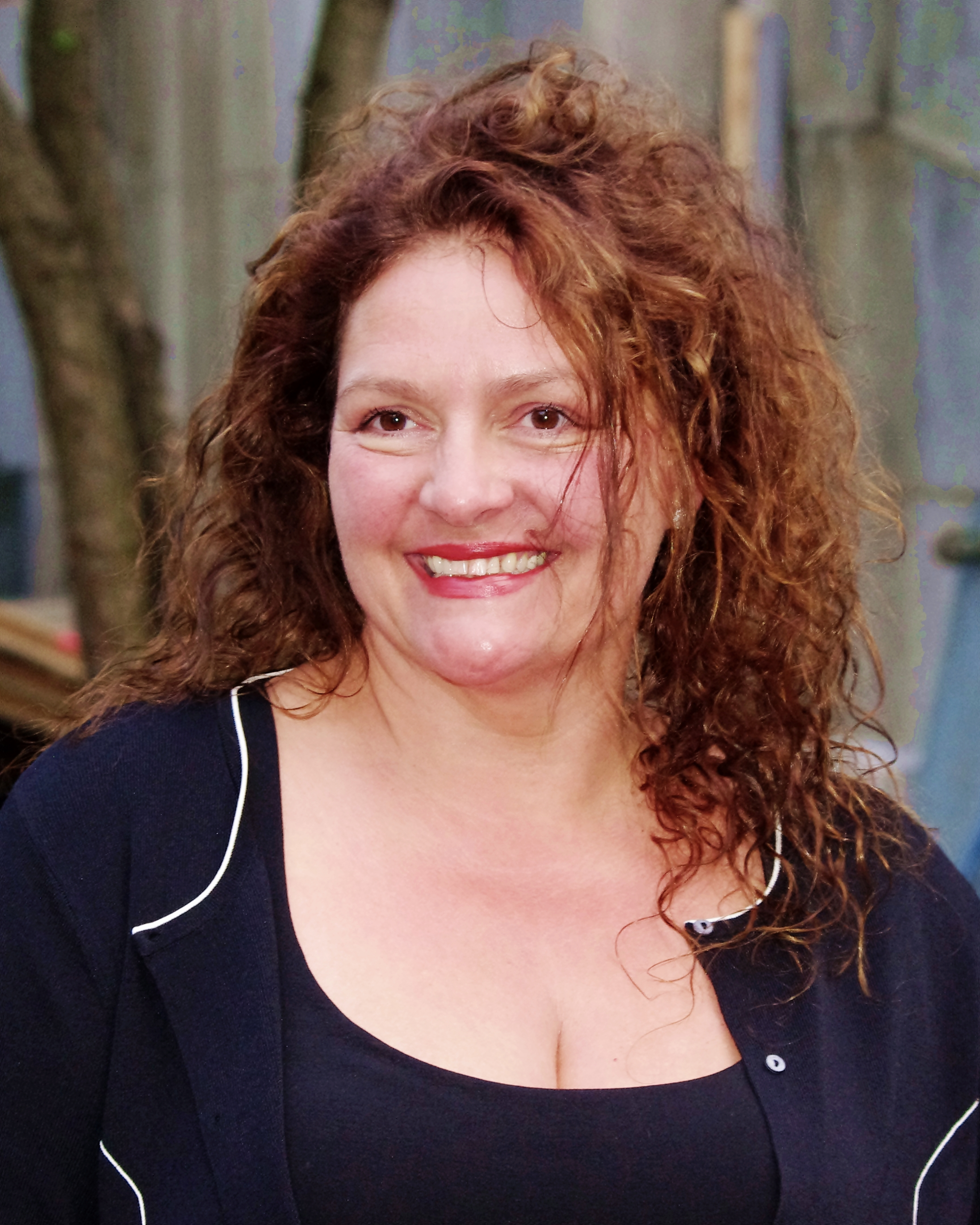
Aida Turturro (2012)

Aida Turturro (* 25. September 1962 in New York City) ist eine US-amerikanische Schauspielerin.

## Leben und Leistungen
Turturro absolvierte im Jahr 1984 Theaterkunst an der State University of New York. Sie debütierte an der Seite von Annabella Sciorra in der Komödie Wahre Liebe aus dem Jahr 1989. In der romantischen Komödie Love-Crash (1992) spielte sie an der Seite von Jami Gertz und Dylan McDermott eine größere Rolle. In der Komödie Romance & Cigarettes (2005) von John Turturro trat sie an der Seite von James Gandolfini, Susan Sarandon und Kate Winslet auf.
Turturro spielte in den Jahren 2000 bis 2006 in der Fernsehserie Die Sopranos die Rolle von Janice Soprano. Für diese Rolle wurde sie im Jahr 2001 für den Emmy Award nominiert. Als Mitglied des Schauspielerensembles wurde sie in den Jahren 2001, 2002, 2003 und 2005 für den Screen Actors Guild Award nominiert.
Turturro ist eine Cousine von John Turturro und von Nicholas Turturro.

## Filmografie (Auswahl)
- 1989: Wahre Liebe (True Love)
- 1990–1996: Law & Order (Fernsehserie, 3 Folgen)
- 1991: Was ist mit Bob? (What About Bob?)
- 1992: Mac
- 1992: Love-Crash (Jersey Girl)
- 1993: Manhattan Murder Mystery
- 1993: Der flämische Meister (The Dutch Master)
- 1994: Junior
- 1995: Money Train
- 1996: Sleepers
- 1996: Jung, weiblich, gnadenlos (Jaded)
- 1996: Das Seattle Duo (Mr. & Mrs. Smith, Fernsehserie, 2 Folgen)
- 1997: Immer Ärger im Paradies (Fool’s Paradise)
- 1998: Illuminata
- 1998: Dämon – Trau keiner Seele (Fallen)
- 1998: Woo
- 1999: Bringing Out the Dead – Nächte der Erinnerung (Bringing Out the Dead)
- 1999: Deep Blue Sea
- 1999: Mickey Blue Eyes
- 2000–2007: Die Sopranos (The Sopranos, Fernsehserie, 73 Folgen)
- 2001: Crocodile Dundee in Los Angeles
- 2001: Seitensprünge in New York (Sidewalks of New York)
- 2004: 2BPerfectlyHonest
- 2005: Romance & Cigarettes
- 2008: Emergency Room – Die Notaufnahme (ER, Fernsehserie, 3 Folgen)
- 2009: Medium – Nichts bleibt verborgen (Medium, Fernsehserie, Folge 6x06)
- 2010: Mercy (Fernsehserie, Folge 1x22)
- 2010: A Little Help
- 2011: Lass es, Larry! (Curb Your Enthusiasm, Fernsehserie, Folge 8x08)
- 2012: Nurse Jackie (Fernsehserie, Folge 4x07)
- 2013: Blue Bloods – Crime Scene New York (Blue Bloods, Fernsehserie, Folge 4x07)
- 2013–2015, 2021: Law & Order: Special Victims Unit (Fernsehserie, 6 Folgen)
- 2014: Rob the Mob – Mafia ausrauben für Anfänger (Rob the Mob)
- 2017–2023: The Blacklist (Fernsehserie, 13 Folgen)
- 2017: Brooklyn Nine-Nine (Fernsehserie, 3 Folgen)
- 2022: Call Jane